# فرانشيسكو ميليسي
فرانشيسكو ميليسي (بالإيطالية: Francesco Millesi)‏ (24 يوليو 1980 بقطانية في إيطاليا - ) هو لاعب كرة قدم إيطالي في مركز الوسط. لعب مع نادي أفيلينو ونادي ساليرنيتانا ونادي سبيزيا ونادي فوجيا ونادي كاتانيا وASD Città di Acireale 1946 ‏ وASD Nuova Igea Virtus ‏ ونادي أريتسو وSSD Ischia Calcio ‏ وUSD Atletico Catania ‏ وUSD Ragusa 2014 ‏.